# Andrzej Bogaj
Andrzej Tadeusz Bogaj (ur. 25 października 1942 w Wirowie, zm. 29 stycznia 2024) – polski pedagog, profesor nauk humanistycznych specjalizujący się w zakresie metodologii nauk humanistycznych, pedagogiki ogólnej, polityki oświatowej, teorii organizacji szkolnictwa. Profesor zwyczajny na Uniwersytecie Jana Kochanowskiego w Kielcach (Wydział Pedagogiczny i Artystyczny; Instytut Pedagogiki i Psychologii).

## Kariera zawodowa
W 1969 ukończył studia magisterskie na Wydziale Matematycznym Uniwersytetu Warszawskiego, przygotowując pracę magisterską na temat: "Przesuwalne metody limesowalności", w 1974 obronił pracę doktorską, a w 1993 habilitował się na Uniwersytecie Warszawskim (Liceum ogólnokształcące w Polsce. Funkcje, efektywność, kierunki przemian – uzyskany stopień dr hab. nauk humanistycznych w zakresie pedagogiki, specjalność: pedagogika). W 1988 został profesorem w Instytucie Badań Edukacyjnych, a w 1994 w WSP w Kielcach. Pracował jako nauczyciel matematyki. Po studiach doktorskich w Instytucie Pedagogiki został jego sekretarzem naukowym (1988), a po habilitacji wicedyrektorem. Był członkiem Polskiej Akademia Nauk; Wydział I Nauk Humanistycznych i Społecznych; Komitet Nauk Pedagogicznych. Tytuł profesora nauk humanistycznych otrzymał w 2001.

## Zainteresowania naukowe
Zainteresowania naukowe Andrzeja Bogaja koncentrowały się na problemach konstrukcji i ewaluacji programów nauczania (przede wszystkim matematyki i informatyki), metody pomiaru i oceny osiągnięć szkolnych uczniów, efektywności edukacyjnej szkół. Ponadto badania dotyczą zagadnień metodologicznych nauk pedagogicznych oraz rozwoju kształcenia ogólnego (jego uwarunkowania, przemian i ograniczeń).

## Publikacje (wybór)
- Stan i uwarunkowania osiągnięć uczniów szkół ponadpodstawowych, 1969
- Liceum ogólnokształcące w Polsce. Funkcje, efektywność, kierunki przemian, 1992
- Education in Poland in the process of social changes, współautor 1999
- Kształcenie ogólne między tradycją a ponowoczesnością, 2000